# Karl-Friedrich Olechnowitz
Karl-Friedrich Olechnowitz (* 23. September 1920 in Raben Steinfeld, Kreis Schwerin; † 26. Oktober 1975 in Rostock) war ein deutscher Historiker.

## Leben
Nach dem Abitur am Friderico-Francisceum in Bad Doberan diente Olechnowitz über den ganzen Zweiten Weltkrieg im Heer (Wehrmacht). Er war zuletzt Leutnant der Reserve und erlitt eine schwere Verwundung. Wie schon 1942/43 studierte er ab 1946 an der Universität Rostock Geschichte, Germanistik, Anglistik und Kunstgeschichte. Er war der erste immatrikulierte Student bei der Neueröffnung der Universität. 1950 bestand er das Staatsexamen als Oberstufenlehrer für Geschichte und Deutsch. Anschließend war er bis 1956 Lehrer in Malchin und Rostock. Seine Doktorarbeit schrieb er ab 1956 als wissenschaftlicher Assistent der Universität Rostock. 1958 wurde er  zum Dr. phil. promoviert. Am Historischen Institut wurde er 1959 Oberassistent und 1960 Dozent. 1963 habilitierte er sich (Dr. sc. phil.). Im selben Jahr erhielt er die Medaille für ausgezeichnete Leistungen. 1965 zum Professor mit Lehrauftrag für Geschichte des Mittelalters ernannt, wurde er 1969 auf den Lehrstuhl für Allgemeine Geschichte berufen. Er starb mit 55 Jahren im Amt.

## Werke
- Der Schiffbau der hansischen Spätzeit. Eine Untersuchung zur Sozial- und Wirtschaftsgeschichte der Hanse. Weimar 1960.
- Handel- und Seeschiffahrt der späten Hanse. Weimar 1965.
- Rostock. Von der Stadtrechtsbestätigung im Jahre 1218 bis zur bürgerlich-demokratischen Revolution von 1848/49. Rostock 1968.
- Die Geschichte der Universität Rostock von ihrer Gründung 1419 bis zur Französischen Revolution 1789. In: Geschichte der Universität Rostock 1419–1969. Festschrift zur Fünfhundertfünfzig-Jahr-Feier. Berlin 1969, S. 3–82.